# 雅尼娜·亨尼斯-普拉斯哈特
雅尼娜·安托瓦妮特·亨尼斯-普拉斯哈特（荷蘭語：Jeanine Antoinette Hennis-Plasschaert，1973年4月7日—），荷兰政治家，外交官，2012年至2017年任荷兰国防大臣，2018年至2024年任联合国秘书长伊拉克事务特别代表，2024年5月开始担任联合国黎巴嫩问题特别协调员。